# Sessilanthera heliantha
Sessilanthera heliantha är en irisväxtart som först beskrevs av Pierfelice Ravenna, och fick sitt nu gällande namn av Robert William Cruden. Sessilanthera heliantha ingår i släktet Sessilanthera och familjen irisväxter. Inga underarter finns listade i Catalogue of Life.